# Syllimnophora deleta
Syllimnophora deleta är en tvåvingeart som först beskrevs av Wulp 1896.  Syllimnophora deleta ingår i släktet Syllimnophora och familjen husflugor. Inga underarter finns listade i Catalogue of Life.